# دیدارهای فوتبال ایران و بوتسوانا
تیم ملی فوتبال مردان بزرگسالان ایران و بوتسوانا تاکنون ۱ بار در مقابل یکدیگر قرار گرفته‌اند. حاصل این بازی ۱-۱ تساوی بود.